# Chikao Ōtsuka
Pour les articles homonymes, voir Otsuka.
Chikao Ōtsuka (大塚 周夫, Ōtsuka Chikao) est un seiyū japonais, né à Tokyo le 5 juillet 1929 et mort le 15 janvier 2015. Il a transmis sa passion du doublage à son fils Akio Ōtsuka, devenu seiyū à son tour.
Il est notamment connu comme étant la voix japonaise du Dr. Eggman dans Sonic X ainsi que dans les jeux Sonic depuis 1998 (c'est-à-dire depuis Sonic Adventure).

## Doublage

### Animation
- 1984-1985 : Sherlock Holmes (série animée) : Professeur Moriarty
- 1989 : Peter Pan (série animée) : Capitaine Crochet
- 1986-1989 : Dragon Ball (série animée) : Tao Pai Pai
- 1988 : Dragon Ball : L'Aventure mystique (film d'animation) : Tao Pai Pai
- 1999 : One Piece (série animée) : Gol D. Roger
- 1999-2000 : Digimon Adventure (série animée) : Piedmon et Apocalymon
- 2003-2005 : Sonic X (série animée) : Dr. Eggman et Gerald Robotnik
- 2008 : Hakaba Kitarō (série animée) : Medama-Oyaji
- 2013 : Albator, Corsaire de l'Espace (宇宙海賊キャプテンハーロック) (film d'animation) de Shinji Aramaki : Soukan

### Jeux vidéo
- 1996 : BS Super Mario USA Power Challenge : (King)
- 1997 : Excitebike: Bun Bun Mario Battle Stadium : (Wario)
- 1998 : Tech Romancer : (Goldibus)
- 1998 à 2015: Sonic : (Dr. Eggman)
- 1998 : Bushido Blade : (Utsusemi)
- 2003 : Tenchu : La Colère divine : (Tenrai)
- 2004 : Xenosaga Episode II: Jenseits von Gut und Böse : (Pope Sergius XVII)
- 2005 : Mega Man Zero 4 : (Doctor Weil)
- 2005 à 2007 : Dragon Ball Z: Budokai Tenkaichi : (Taopaipai)
- 2005 à 2012 : Série Tekken : (Jinpachi Mishima)
- 2006 : Final Fantasy XII : Docteur Cid
- 2007 : Shining Force EXA : (Gantetsu)
- 2008 : Lost Odyssey : (King Gohtza)
- 2008 : Metal Gear Solid 4: Guns of the Patriots : (Big Boss)
- 2008 : No More Heroes: Heroes' Paradise : (Dr. Peace)
- 2010 : Série Kingdom Hearts : (Maître Xehanort/Capitaine Crochet)
- 2011 : Dead or Alive: Dimensions : (Gen Fu)
- 2011 : Tales of Xillia : (Maxwell)
- 2012 : Tales of Xillia 2 : (Maxwell)
- 2012 : Asura's Wrath : (Kalrow)